# 鎧弓魚
鎧弓魚，為輻鰭魚綱骨舌魚目弓背魚科的其中一種，為熱帶淡水魚，分布於亞洲印度河及恆河流域，體長可達122公分，棲息在水庫、池塘、溪流等底層水域，以甲殼類、軟體動物、昆蟲等為食，通常在枯木上產卵，雄魚會負責護卵，避免入侵者，生活習性不明，可做為食用魚、觀賞魚及養殖魚。

## 扩展阅读
維基物種上的相關：鎧弓魚